# Ars Goetia
Pour les articles homonymes, voir Goetia (homonymie).
L’Ars Goetia (du latin médiéval goetia, dérivant du grec ancien γοητεία / goēteia (voir goétie) est un grimoire du XVIIe siècle qui décrit par le détail 72 démons (repris pour l'essentiel de la Pseudomonarchia daemonum) ainsi que les rituels pour les invoquer. Il a été popularisé par l'édition des occultistes anglais Samuel Mathers et Aleister Crowley en 1904, sous le titre The Goetia: The Lesser Key of Solomon the King du premier traité du Lemegeton.

## Démons
Le tableau ci-dessous reprend les 73 démons traditionnels de la goétie par ordre alphabétique. Leur numéro d'ordre est également donné dans la liste des 72 démons de la Goetia du Lemegeton (L.) et des 69 démons de la Pseudomonarchia Daemonum (P.D.).
| Nom du démon | L. | P.D. |
| ------------ | -- | ---- |
| Aguarès      | 2  | 2    |
| Aim          | 23 | 57   |
| Alocer       | 52 | 64   |
| Amdusias     | 67 | 53   |
| Amon         | 7  | 5    |
| Amy          | 58 | 61   |
| Andras       | 63 | 54   |
| Andrealphus  | 65 | 55   |
| Andromalius  | 72 | (-)  |
| Asmodée      | 32 | 35   |
| Astaroth     | 29 | 28   |
| Baël         | 1  | 1    |
| Balam        | 51 | 63   |
| Barbatos     | 8  | 6    |
| Bathin       | 18 | 10   |
| Bélial       | 68 | 23   |
| Berith       | 28 | 27   |
| Bifrons      | 46 | 46   |

| Nom du démon   | L. | P.D. |
| -------------- | -- | ---- |
| Botis          | 17 | 9    |
| Buer           | 10 | 7    |
| Bune           | 26 | 24   |
| Byleth         | 13 | 20   |
| Caym           | 53 | 41   |
| Cimeries       | 66 | 60   |
| Crocell        | 49 | 38   |
| Dantalion      | 71 | (-)  |
| Decarabia      | 69 | 52   |
| Eligos         | 15 | 12   |
| Flauros        | 64 | 62   |
| Focalor        | 41 | 44   |
| Foras          | 31 | 29   |
| Forneus        | 30 | 25   |
| Furcas         | 50 | 39   |
| Furfur         | 34 | 30   |
| Gaap           | 33 | 36   |
| Glasya-Labolas | 25 | 18   |

| Nom du démon | L.  | P.D. |
| ------------ | --- | ---- |
| Gremory      | 56  | 51   |
| Gusoyn       | 11  | 8    |
| Haagenti     | 48  | 67   |
| Halphas      | 38  | 43   |
| Ipos         | 22  | 16   |
| Leraje       | 14  | 13   |
| Malphas      | 39  | 32   |
| Marbas       | 5   | 3    |
| Marchosias   | 35  | 31   |
| Morax        | 21  | 15   |
| Murmur       | 54  | 40   |
| Naberius     | 24  | 17   |
| Orias        | 59  | 49   |
| Orobas       | 55  | 58   |
| Ose          | 57  | 56   |
| Paimon       | 9   | 22   |
| Phenex       | 37  | 68   |
| Pruflas      | (-) | 4    |

| Nom du démon | L. | P.D. |
| ------------ | -- | ---- |
| Purson       | 20 | 11   |
| Raum         | 40 | 42   |
| Ronove       | 27 | 26   |
| Sabnock      | 43 | 34   |
| Saleos       | 19 | 65   |
| Samigina     | 4  | 47   |
| Seere        | 70 | (-)  |
| Shax         | 44 | 37   |
| Sitri        | 12 | 21   |
| Stolas       | 36 | 69   |
| Valefor      | 6  | 14   |
| Vapula       | 60 | 59   |
| Vassago      | 3  | (-)  |
| Vepar        | 42 | 33   |
| Vine         | 45 | 45   |
| Volac        | 62 | 50   |
| Vual         | 47 | 66   |
| Zagan        | 61 | 48   |
| Zepar        | 16 | 19   |

Les démons Vassago, Seere, Dantalion et Andromalius sont présents dans le Lemegeton mais pas dans la Pseudomonarchia Daemonum. Ce dernier ouvrage est quant à lui le seul à citer le démon Pruflas.

## Culture populaire
Dans la série d'animation Helluva Boss de Vivienne Medrano, le personnage de Stolas est un démon et prince de la famille Goetia, et Asmodée (Asmodeus dans la série) est qualifié « d'incarnation de la Luxure », suggérant qu'il soit le Prince de la Luxure. Le père et le beau-frère de Stolas, le Roi Paimon et Andrealphus respectivement, portent également les noms de l'Ars Goetia. De plus, le démon Vassago y apparaît aussi sous les traits d'un démon perroquet.
Dans le manga Iruma à l'école des démons, de nombreux personnages utilisent les noms des démons de l'Ars Goetia.
Dans le manga Magi : The Labyrinth of Magic, le nom des Djinns et le rang de leur donjon sont tirés du Lemegeton à l'exception du Djinn Ugo (Uraltugo Noi Nueph) et des Djinns noirs qui sont des Djinns artificiels.
Dans le jeu vidéo Genshin Impact, le nom des sept Archons régnant sur Teyvat portent des noms goétiques : Barbatos dit Venti pour la divinité de Mondstadt, Morax dit Zhongli pour la divinité de Liyue, Belzébuth pour la divinité d'Inazuma appelée Raiden Ei ainsi que Baal pour l'ancienne divinité d'Inazuma soit Raiden Makoto ; Buer pour la divinité de Sumeru prénommée Nahida, Focalors pour la divinité de Fontaine, ayant comme alter-ego Furina, Aim pour la divinité de Natlan, Mavuika et Paimon est le nom du compagnon de voyage du personnage joueur, et même Bifrons pour une divinité champignon apparaissant dans une quête. Les « Ombres de Lumière » de l'Originel portent également des noms goétiques : Istaroth pour l'Ombre du Temps, Asmodée pour l'Ombre de l'Espace, Ronova pour l'ombre de la Mort, et Naberius pour l'Ombre de la Vie. 
Dans la série animée ainsi que le manga Mobile Suit Gundam : Iron Blooded Orphans, le nom des différents Gundam utilisés par les personnages de l'oeuvre portent des noms de démons de l'Ars Goetia. Mikazuki Augus, protagoniste de l'oeuvre sera le pilote du Gundam "Barbatos". Plus tard, seront rajoutés "Flauros" ainsi que "Bael". Il est dit que 72 Gundam furent construits à l'image des démons de l'Ars Goetia selon le numéro d'ordre de leurs démons respectifs. Par exemple, le Bael sera le premier Gundam construit, de fait, le "ASW G-01 Bael", Barbatos sera le huitième, etc. D'autres châssis de Gundam seront cités dans le jeu mobile Mobile Suit Gundam : Iron Blooded Orphans Urdr Hunt. Ce dernier aura quant à lui le Marchosias (ASW G-35) comme Gundam principal.
Dans la série de jeux vidéo Megami Tensei ainsi que son spin-off, Persona, de nombreux démons de l'Ars Goetia sont représentés. Seuls neuf d'entre eux ont été listés comme n'étant pas encore représentés dans les jeux.
Dans la série de light novels High School DxD, les noms de famille de plusieurs personnages étant dans démons sont des noms de démons de l'Ars Goetia. On a Gremory avec la famille de Rias, Phenex avec la famille de Ravel ou Sitri avec la famille de Sōna